# Sarrouilles
Sarrouilles är en kommun i departementet Hautes-Pyrénées i regionen Occitanien i sydvästra Frankrike. Kommunen ligger i kantonen Séméac som tillhör arrondissementet Tarbes. År 2022 hade Sarrouilles 541 invånare.

## Befolkningsutveckling
Antalet invånare i kommunen Sarrouilles
| Referens: INSEE |